# Espadon 200
De Espadon 200 is een ontwerp van boorschepen van LMG Marin. Het is geschikt voor waterdieptes tot 10.000 voet (3050 m). Het is uitgerust met een dynamisch positioneringssysteem.

## Espadon 200-serie
| Naam      | Werf                                                | Jaar | IMO     |
| --------- | --------------------------------------------------- | ---- | ------- |
| Arpoador  | Jurong Shipyard / Estaleiro Jurong Aracruz, 71-3068 |      | 9653721 |
| Guarapari | Jurong Shipyard / Estaleiro Jurong Aracruz, 71-3084 |      | 9688465 |
| Itaunas   | Jurong Shipyard / Estaleiro Jurong Aracruz, 71-3078 |      | 9673226 |
| Itaoca    | Jurong Shipyard / Estaleiro Jurong Aracruz, 71-3079 |      | 9673238 |
| Camburi   | Jurong Shipyard / Estaleiro Jurong Aracruz, 71-3080 |      | 9673240 |
| Siri      | Jurong Shipyard / Estaleiro Jurong Aracruz, 71-3081 |      | 9673252 |
| Sahy      | Jurong Shipyard / Estaleiro Jurong Aracruz, 71-3082 |      | 9673264 |